# Pamela Courson
Pamela Susan Courson Morrison  (22. prosince 1946 – 25. dubna 1974) byla dlouholetou přítelkyní Jima Morrisona, zpěváka ve skupině The Doors. Pamela a Jim nebyli nikdy manželé, avšak na jejím hrobě stojí "Pamela Susan Morrison (1946–1974)". Její rodiče po její smrti požádali soud, aby je uznal za manžele a soud tento návrh schválil. Technicky vzato tedy jsou manželé, ale jejich manželství bylo uzavřeno až po jejich smrti.

## Mládí a život s Morrisonem
Pamela se narodila ve městě Weed v Kalifornii. Byla popsána jako samotářská mladá dívka z rodiny, která se moc nestýká se sousedy. Ve škole byla dobrá až do střední školy, odkud existují záznamy o záškoláctví. Pamela nenáviděla střední školu ve městě Orange, ze které nakonec v šestnácti letech odešla. Toho jara se odstěhovala do Los Angeles, kde si ona a její kamarád zařídili byt. Říká se, že Neil Young napsal písně "Cinnamon Girl" a "The Needle and The Damage Done" o ní, oba to však popřeli.
Pamela se s Morrisonem poprvé setkala v nočním klubu The London Fog na Sunset Strip v roce 1965, když byla studentkou na Los Angeles City College. Vztah Pamely a Jima byl bouřlivý s hlasitými hádkami a nevěrou ze stran obou partnerů. Pamela krátce provozovala Themis, módní butik, který jí Morrison koupil.

## Smrt Jima Morrisona a Pamely Courson
Dne 3. července 1971 se Pamela údajně probudila a našla Morrisona mrtvého ve vaně svého bytu v Paříži. Jako oficiální příčina jeho smrti je uvedeno srdeční selhání, ačkoliv nebyla provedena žádná pitva. Otázky nad skutečnou příčinou smrti přetrvávají dodnes. Ve své poslední vůli uvedl, že je svobodný člověk a že svůj majetek odkázal Pamele Coursonové. Pamela zdědila všechen majetek Jima Morrisona. Po jeho smrti už nezůstala dál v kontaktu s ostatními členy The Doors.
Po smrti Morrisona žila v Los Angeles a stal se z ní samotář. Začala brát heroin a vykazovala známky duševní nestability. Jerry Hopkins v Morrisonově životopise "No One Here Gets Out Alive" uvedl, že po smrti Morrisona provozovala Pamela prostituci. Prý nejspíš proto, že si chtěla udržet stejně bohatý život, jako když byla s Morrisonem. Morrison jí totiž zajišťoval úplně vše, co Pamela chtěla a potřebovala. Bývalý manažer The Doors, Danny Sugerman, se s Pamelou po smrti Morrisona sblížil. O mnoho let později Sugerman napsal ve Wonderland Avenue, že její závislost na heroinu se zvětšovala a jednou, když v jeho autě drogy pašoval, schovala je do různobarevných balonků, které plánovala spolknout, pokud by došlo k policejní kontrole. Plánovala je dostat hovnem ven (její slova), až se vrátí domů.
25. dubna 1974 Pamela zemřela na předávkování heroinem na gauči v obývacím pokoji v apartmánu v Los Angeles, který sdílela se dvěma mužskými známými. Soused řekl, že dlouho mluvila o tom, jak se těší na brzké setkání s Morrisonem. Její rodiče ji chtěli nechat pohřbít vedle Morrisona na hřbitově Père Lachaise v Paříži. Bohužel se transport těla do Francie zkomplikoval. Její tělo bylo zpopelněno a urna byla uložena v boxu v Fairhaven Memorial Park v Santa Ana v Kalifornii. Na plaketě stojí "Pamela Susan Morrison (1946–1974)", i když nikdy nebyla za Morrisona vdaná. Několik měsíců po její smrti její rodiče, Columbus a Penny Coursonovi, zdědili její jmění. Rodičům Morrisona se to nelíbilo a poslali na jejich majetek exekutory, což vedlo k další právní bitvě.

## Zajímavosti
- Morrison v poslední vůli, kterou sepsal dne 12. února 1969 v Los Angeles County, uvedl, že je svobodným člověkem. Svůj veškerý majetek odkázal Pamele Courson a jmenoval ji spoluvykonavatelem závěti společně se svým právníkem Maxem Finkem. Když Pamela zemřela, následovala právní bitva mezi rodiči Morrisonovými a Coursonovými, kteří měli nárok na podstatnou část finančního Morrisonova majetku. Podle Morrisonovy závěti majetek připadl Pamele a jejím dědicům, tudíž jejím rodičům, protože potomky neměla.
- Zemřela ve stejném věku jako Jim Morrison, 27 let.
- Rodiče Pamelu chtěli dát pohřbít do Morrisonova hrobu na hřbitově Pere-Laichaise v Paříži, ale pro spoustu byrokratických předpisů od převozu upustili a dali její popel uložit v "Rajském parku" v Santa Ana v Kalifornii.
- Její postavu ve filmu Olivera Stona "The Doors" z roku 1991 vytvořila herečka Meg Ryanová.